# Kuehneosauridae
Los kuehneosáuridos (Kuehneosauridae) fueron un grupo de pequeños diápsidos similares a lagartos que incluyen a Icarosaurus y Kuehneosaurus. Estos se distinguen de otros diápsidos por sus 'alas', las cuales eran realmente extensiones de piel sostenidad por puntales de hueso similares a costillas. Estas "alas" pudieron haber servido como herramientas para planear, pero los kuehneosáuridos eran incapaces de hacer un vuelo autoimpulsado. Probablemente eran insectívoros, al juzgar por sus dientes similares a alfileres. El miembro más antiguo conocido es Pamelina.
Rhabdopelix puede haber sido un kuehneosáurido; sin embargo, sus fósiles se han perdido, y las características descritas no son enteramente consistentes con otros miembros de la familia.